# Europese kampioenschappen kyokushin karate 1999 (IFK)
De Europese kampioenschappen karate 1999 waren door de International Federation of Karate (IFK) georganiseerde kampioenschappen voor kyokushinkai karateka's. De tweede editie van de Europese kampioenschappen vond plaats in het Spaanse Valencia.

## Resultaten
| Gewichtsklasse | Goud             | Zilver                    | Brons                               |
| Heren          | Heren            | Heren                     | Heren                               |
| -------------- | ---------------- | ------------------------- | ----------------------------------- |
| Lichtgewicht   | David Godino     | Javier Babiloni           | Marcel Murakaev Harald Van Driesche |
| Middengewicht  | Dmitry Maidan    | Christophe Van Schependom | Alexei Gorokhov Manuel Antonio      |
| Zwaargewicht   | Jakov Zobnin     | Sergey Osipov             | Daniel Martinez Alberto Dillana     |
| Dames          |                  |                           |                                     |
| Lichtgewicht   | Gitta Kondorosi  | Maria Lepina              | Maria Lopez Zukhra Kurbanova        |
| Zwaargewicht   | Olga Mikirtumova | Daniela Albrecht          | Helena Petit Julie Hamley           |